# Равлик зернистий кавказький
Равлик зернистий кавказький (Stenomphalia ravergiensis (Férussac, 1835)) — вид наземних молюсків класу Черевоногих (Gastropoda) підкласу легеневих (Pulmonata) родини кущанкових (Hygromiidae).

## Опис черепашки
У дорослих особин висота черепашки коливається переважно в діапазоні від 8 до 13 мм, ширина (діаметр) черепашки — від 12 до 18 мм. Має 5-6 обертів. Черепашка низько-дзигоподібна, з досить високим завитком. Пупок вузький, неперспективний, від повністю відкритого до напівзакритого відгорнутим колумелярним краєм устя. Поверхня черепашки тонко радіально покреслена і вкрита численними округлими зернами, або гранулами (краще дивитися при 20-кратному або більшому збільшенні). На черепашках молодих особин зрідка присутні рідкі та тонкі волоски (Шилейко, 1978). Забарвлення черепашок переважно сіре, зрідка — світло-рогове. Є дві світлі спіральні смуги, з яких вужча і чіткіша проходить над периферією, а ширша та розмита — піді швом. Друга смуга може бути повністю відсутньою.

## Розповсюдження
Основний ареал виду пов'язаний з Кавказом. Починаючи з 1990-х рр., він періодично фіксується також на південному сході України. Відомі також окремі знахідки на заході України та на Середньоросійській височині (Білгородська область, Росія). Загалом можна констатувати активне розширення видового ареалу S.ravergiensis за рахунок антропохорії. Проте на південному сході України теоретично може проходити й межа природного ареалу цього виду, подібно до деяких інших кавказьких видів наземних молюсків.

## Екологія
На Кавказі населяє узлісся, чагарникові зарості та відкриті біотопи (Шилейко, 1978). На території України багато знахідок пов'язано з населеними пунктами або їх найближчими околицями; на заході України молюски були виявлені поблизу кар'єру (Гураль-Сверлова, Гураль, 2012).